# Strumigenys mormo
Strumigenys mormo (лат.) — вид мелких муравьёв из трибы Attini (ранее в Dacetini, подсемейство Myrmicinae).

## Распространение
Африка: ДРК.

## Описание
Длина желтоватого тела около 2 мм, длина головы до 0,52 мм. Имеют длинный шиповидный апикодорсальный зубец мандибул. Орбикулярные волоски на голове развиты. Усики 6-члениковые. Скапус усика очень короткий, дорзо-вентрально сплющенный и широкий. Мандибулы узкие вытянутые. Стебелёк между грудкой и брюшком состоит из двух члеников: петиолюса и постпетиолюса (последний четко отделен от брюшка), жало развито, куколки голые (без кокона). Хищный вид, охотится на мелкие виды почвенных членистоногих.
Вид был впервые описан в 2000 году британским мирмекологом Барри Болтоном под первоначальным названием Pyramica mormo Bolton, 2000 по материалам из Африки.
Вид включён в состав комплекса Strumigenys laticeps-complex из видовой группы Strumigenys argiola вместе с несколькими африканскими и палеарктическими видами (Strumigenys laticeps, Strumigenys marchosias, Strumigenys anorbicula, Strumigenys roomi, Strumigenys tiglath).